# Stoney End
Stoney End é um álbum da cantora estadunidense Barbra Streisand, lançado em fevereiro de 1971. Apresenta uma mudança, consciente, no repertório de Streisand, ao explorar uma sonoridade contemporânea voltada ao pop rock. 
A produção é de Richard Perry. Inclui versões cover de artistas que eram hodiernos, tais como: Laura Nyro, Randy Newman e Joni Mitchell.
A recepção da crítica foi favorável. O desempenho nas paradas musicais exitoso, sendo um dos maiores sucessos da carreira de Streisand. Recebeu um disco de platina da Recording Industry Association of America (RIAA), por vendas superiores a 1 milhão de cópias, apenas nos Estados Unidos. Nas paradas musicais da revista Billboard, alcançou a posição #10 na Billboard 200, seu primeiro a alcançar o top 10 em cinco anos.
Os três singles lançados "Stoney End", "Time and Love" e "Flim Flam Man" ocuparam boas posições nas tabelas Billboard Hot 100 e Adult Contemporary.

## Produção e lançamento
Em 1971, após o relativo fracasso nas vendas de What About Today?, a Columbia Records continuou com o desejo de modernizar o repertório da cantora. Para um novo álbum, o escolhido como produtor foi Richard Perry, que escolheu canções de artistas que estavam se destacando na cena musical, tais como: Joni Mitchell, Gordon Lightfoot, Harry Nilsson e Laura Nyro.
A fotografia da capa foi tirada em Sunrise Mountain, em Nevada, por Barry Feinstein. Quando a Columbia promoveu o próximo álbum da cantora, Barbra Joan Streisand, anunciou em revistas que Stoney End é como o primeiro álbum da artista, dado o grande número de pessoas que descobriram suas canções desde o registro.
Esse foi o segundo lançamento de Streisand a ser lançado no formato LP "quadrifônico", a versão apresenta diferenças em relação a edição regular, tais como sons de guitarra na faixa-título e diferenças no instrumental em "Hands Off the Man (Flim Flam Man)".

## Singles
A música "Stoney End", composta por Nyro, foi lançada nos Estados Unidos como o primeiro single e alcançou a posição de número seis na Billboard Hot 100 e número dois na parada Adult Contemporary. No Reino Unido, alcançou a posição de número 27 na parada de singles.
"Time and Love", o segundo single, alcançou o número 51 na Billboard Hot 100 e o número 3 no AC Chart.
"Hands Off the Man", o single final, foi oficialmente intitulado "Flim Flam Man" (e teve "Maybe" como lado B), passou cinco semanas na Billboard Hot 100, tendo como pico a posição de número 82.

## Recepção crítica
| Críticas profissionais | Críticas profissionais |
| Avaliações da crítica  | Avaliações da crítica  |
| Fonte                  | Avaliação              |
| ---------------------- | ---------------------- |
| AllMusic               | [ 9 ]                  |
| Rolling Stone          | Mista                  |
| Billboard              | Favorável              |

Recebeu resenhas favoráveis dos críticos musicais. 
William Ruhlmann, do site AllMusic, avaliou com quatro estrelas e meia de cinco, e escreveu que embora "não seja perfeito" o produto final "estava tão distante do que os fãs de Streisand e seus detratores pensavam que ela era capaz de fazer" que o torna "um de seus maiores triunfos". A resenha também mencionou: "enquanto (The Barbra Streisand Album, de 1963) redefiniu o papel da cantora no pop tradicional em termos contemporâneos para o início dos anos 60, Stoney End redefiniu Streisand como uma cantora pop/rock eficaz".
Alex Dubo, da Rolling Stone, escreveu uma resenha mista, na qual afirma que Stoney End  "corre quente e frio". Segundo ele, algumas "das canções são realmente dinamite e outras são remanescentes dos dias das comédias musicais". Ele escreveu que "mostra que Barbra Streisand pode cantar e pode ser relevante" e finalizou dizendo "embora eu não espere que multidões de fãs de rock corram para comprar [o disco]".

## Desempenho comercial
Alcançou a 10ª posição na Billboard 200, e foi certificado platina pela RIAA, por vendas de 1 milhão de cópias, em 1986. No Reino Unido, atingiu a posição de número 28 na parada oficial do país. No Canadá, atingiu a posição de número doze. Na lista de álbuns mais vendidos de 1971, feita pela revista estadunidense Cash Box, aparece em número 62.

## Lista de faixas
- Fonte:[9]

| N.º | Título                                        | Compositor(es)            | Duração |  |
| 1.  | "I Don't Know Where I Stand"                  | Joni Mitchell             | 3:45    |  |
| 2.  | "Hands Off the Man (Flim Flam Man)"           | Laura Nyro                | 2:33    |  |
| 3.  | "If You Could Read My Mind"                   | Gordon Lightfoot          | 3:50    |  |
| 4.  | "Just a Little Lovin' (Early In The Mornin')" | Barry Mann, Cynthia Weil  | 2:28    |  |
| 5.  | "Let Me Go"                                   | Randy Newman              | 2:22    |  |
| 6.  | "Stoney End"                                  | Laura Nyro                | 2:59    |  |
| 7.  | "No Easy Way Down"                            | Carole King, Gerry Goffin | 3:52    |  |
| 8.  | "Time and Love"                               | Laura Nyro                | 3:39    |  |
| 9.  | "Maybe"                                       | Harry Nilsson             | 3:09    |  |
| 10. | "Free the People"                             | Barbara Keith             | 3:17    |  |
| 11. | "I'll Be Home"                                | Randy Newman              | 2:56    |  |

## Tabelas

### Tabelas semanais
| Tabela musical                 | Melhor posição |
| ------------------------------ | -------------- |
| Estados Unidos (Billboard 200) | 10             |

## Certificações e vendas
| País                  | Certificação | Vendas    |
| --------------------- | ------------ | --------- |
| Estados Unidos (RIAA) | Platina      | 1,000,000 |